# Ai Mai Mi
Ai Mai Mi (あいまいみー Ai Mai Mī) là một Manga yonkoma của Nhật Bản được viết và minh họa bởi Choboraunyopomi, và nó cũng được chuyển thể thành series anime.